# Hrabstwo Codington
Hrabstwo Codington (ang. Codington County) – hrabstwo w stanie Dakota Południowa w Stanach Zjednoczonych. Obszar całkowity hrabstwa obejmuje powierzchnię 717,08 mil² (1857,23 km²). Według szacunków United States Census Bureau w roku 2009 miało 26 168 mieszkańców.
Hrabstwo powstało w 1877 roku. Na jego terenie znajdują się następujące gminy (townships): Dexter, Eden, Elmira, Fuller, Germantown, Graceland, Henry, Kampeska, Kranzburg, Lake, Leola, Pelican, Phipps, Rauville, Richland, Sheridan, Waverly.

## Miejscowości
- Florence
- Henry
- Kranzburg
- South Shore
- Wallace
- Watertown
- Waverly (CDP)